# Urticaria solar
Urticaria solar (US) es una afección rara en la que la exposición a la radiación ultravioleta o UV, o incluso a veces a la luz visible, induce un caso de urticaria o habones que pueden aparecer tanto en áreas cubiertas como descubiertas de la piel. Se clasifica como un tipo de urticaria física. La clasificación de los tipos de la enfermedad es algo controvertida. Un sistema de clasificación distingue varios tipos de US basados en la longitud de onda de la radiación que causa el brote; otro sistema se basa en el tipo de alérgeno que inicia el brote.
El agente en el cuerpo humano responsable de la reacción a la radiación, conocido como fotoalérgeno, aún no ha sido identificado. La enfermedad en sí puede ser difícil de diagnosticar correctamente porque es muy similar a otros trastornos dermatológicos, como la erupción polimorfa lumínica o EPL. La prueba más útil es una fotoprueba diagnóstica, una prueba especializada que confirma la presencia de una reacción anormal similar a una quemadura solar. Una vez reconocida, el tratamiento de la enfermedad comúnmente implica la administración de antihistamínicos y tratamientos de desensibilización como la fototerapia. En casos más extremos, se pueden considerar el uso de fármacos inmunosupresores e incluso la plasmaféresis.
El descubrimiento inicial de la enfermedad se atribuye a P. Merklen en 1904, pero no tuvo un nombre hasta que William Waddell Duke sugirió "urticaria solar" en 1923. Sin embargo, sus investigaciones contribuyeron al estudio de esta enfermedad poco común. Más de cien casos han sido reportados en el último siglo.

## Signos y síntomas
Generalmente, las áreas afectadas son la piel expuesta no protegida por ropa; sin embargo, también puede ocurrir en áreas cubiertas por ropa. Las áreas constantemente expuestas a los rayos solares pueden estar solo levemente afectadas, si lo están. Las personas con casos extremos también tendrán reacciones a fuentes de luz artificial que emiten longitudes de onda UV. Las partes del cuerpo cubiertas solo por ropa delgada también pueden estar sujetas a un brote.
Los pacientes están sujetos a picazón y dolor constantes, ya que minutos después de la exposición inicial a la radiación UV aparece una erupción. La reacción urticarial comienza en forma de prurito, progresando luego a eritema e edema en las áreas expuestas de la piel. Si grandes áreas del cuerpo están afectadas, la pérdida de líquido en la piel podría llevar a mareos, dolor de cabeza, náuseas y vómitos. En casos extremadamente raros, se han reportado pacientes que experimentan un aumento en la frecuencia cardíaca que puede causar un accidente cerebrovascular o un ataque cardíaco debido a la hinchazón de la cavidad corporal. Otros efectos secundarios raros pueden incluir broncoespasmo y problemas de inestabilidad de la glucosa. Además, si una gran área del cuerpo se expone repentinamente, la persona puede estar sujeta a una reacción anafiláctica. Una vez libre de exposición, la erupción generalmente desaparece en unas pocas horas; los casos raros y extremos pueden tardar uno o dos días en normalizarse dependiendo de la gravedad de la reacción.

## Causas
La urticaria solar es una inmunoglobulina E-mediada por hipersensibilidad que puede ser introducida a través de factores primarios o secundarios, o inducida por fotosensibilización exógena. La US primaria se cree que es una hipersensibilidad tipo I (una reacción de leve a grave a un antígeno, incluyendo anafilaxia) en la que un antígeno, o sustancia que provoca una respuesta inmune, es "inducido por radiación UV o visible." La US secundaria puede ocurrir cuando una persona entra en contacto con químicos como alquitrán, brea y tintes. Las personas que usan medicamentos como benoxaprofeno o pacientes con protoporfiria eritropoyética también pueden contraer esta forma secundaria. Estos elementos que causan esta fotosensibilidad son fotosensibilizadores exógenos porque están fuera del cuerpo y causan una mayor sensibilidad a la luz.
Además, ha habido algunas causas poco comunes de urticaria solar. Para aquellos susceptibles a la luz visible, las camisetas blancas pueden aumentar las posibilidades de experimentar un brote. En un caso, los médicos encontraron que la camiseta blanca absorbía la radiación UVA del sol y la transformaba en luz visible que causaba la reacción. Otro paciente que estaba siendo tratado con el antibiótico tetraciclina para un trastorno dermatológico separado desarrolló habones cuando se expuso al sol, el primer caso que implicó a la tetraciclina como un agente inductor de urticaria solar.
No se sabe aún qué agente específico en el cuerpo provoca la reacción alérgica a la radiación. Cuando los pacientes con US fueron inyectados con un suero autólogo irradiado, muchos desarrollaron urticaria en el área de la inyección. Cuando se inyectó a personas que no tenían US, no mostraron síntomas similares. Esto indica que la reacción es solo característica de los pacientes con urticaria solar y que no es fototóxica. Es posible que este fotoalérgeno se encuentre en los sitios de unión de IgE que se encuentran en la superficie de las células cebadas. Se cree que el fotoalérgeno comienza su configuración a través de la absorción de radiación por un cromóforo. La molécula, debido a la radiación, se transforma resultando en la formación de un nuevo fotoalérgeno.

## Diagnóstico

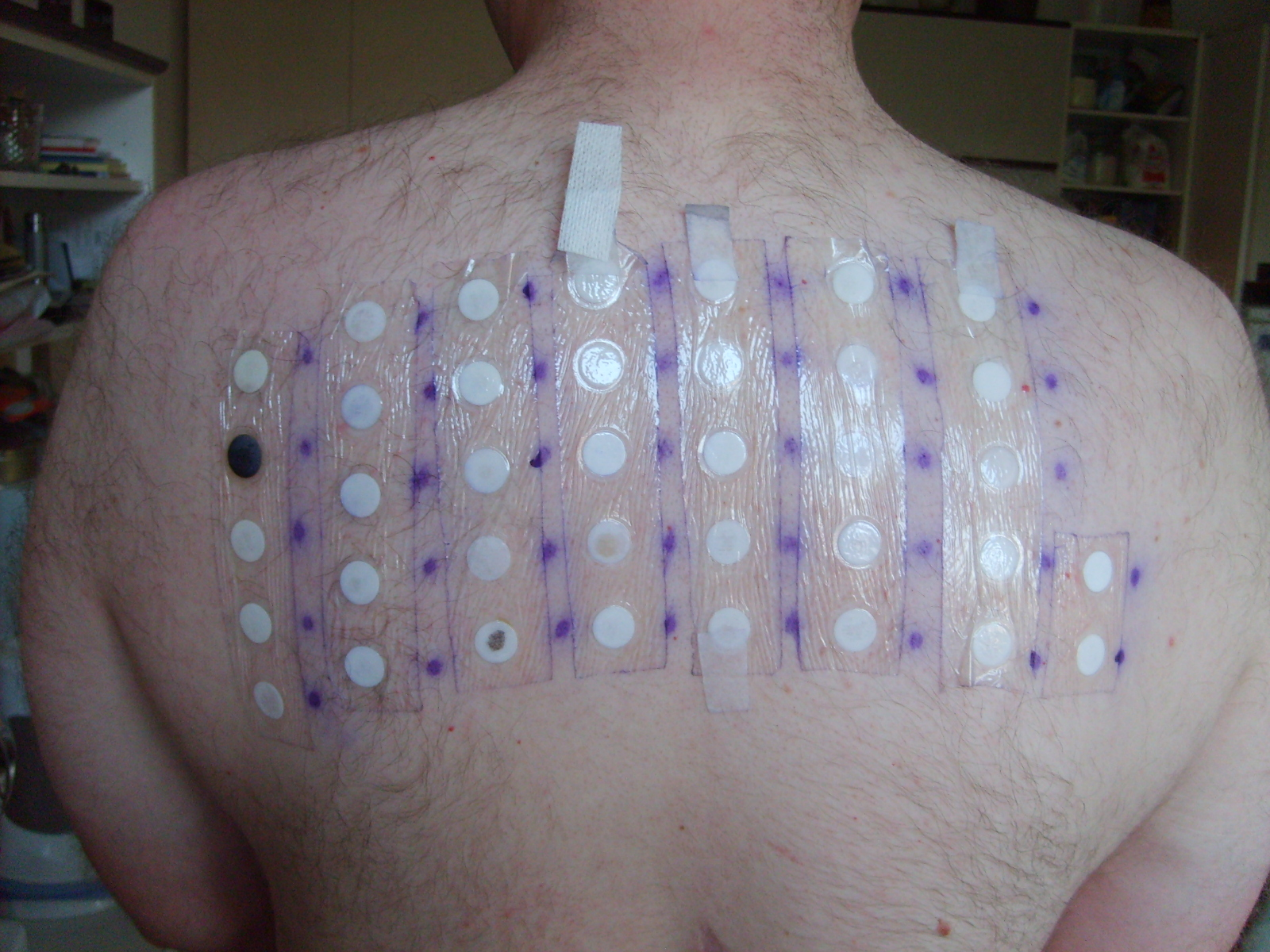
Prueba de parche

La urticaria solar puede ser difícil de diagnosticar, pero su presencia puede confirmarse mediante el proceso de fototesteo. Hay varias formas de estas pruebas, incluyendo pruebas de fotoparche, fototesteo, pruebas de fotoprovocación y pruebas de laboratorio. Todas son necesarias para determinar la condición exacta del paciente. Las pruebas de fotoparche son pruebas de parche realizadas cuando se cree que un paciente está experimentando ciertos síntomas debido a una alergia que solo ocurrirá en contacto con la luz solar. Después del procedimiento, se administra al paciente una dosis baja de radiación UVA.
Otra prueba, conocida como fototesteo, es la más útil para identificar la urticaria solar. En esta prueba, segmentos de un centímetro de piel se someten a cantidades variables de radiación UVA y UVB para determinar la dosis específica de la forma de radiación que causa la formación de la urticaria. Cuando se prueba para su forma menos intensa (urticaria solar fija), el fototesteo debe realizarse solo en las áreas donde han aparecido los habones para evitar la posibilidad de obtener resultados falsos negativos.
Una tercera forma de prueba es la prueba de fotoprovocación, que se utiliza para identificar trastornos instigados por quemaduras solares. El proceso de esta prueba implica exponer un área del brazo del paciente a cierta dosis de radiación UVB y un área en el otro brazo a cierta dosis de radiación UVA. La cantidad de radiación a la que se expone el paciente es equivalente a la "recibida en una hora de sol de mediodía en verano." Si el procedimiento produce una erupción, el paciente se someterá a una biopsia. Finalmente, hay pruebas de laboratorio que generalmente involucran procedimientos como pruebas bioquímicas de sangre, orina y heces. En algunas situaciones, se puede realizar una biopsia de piel.

### Clasificación
La urticaria solar, debido a sus características particulares, se considera un tipo de urticaria física o sensibilidad a la luz. La urticaria física surge de factores físicos en el entorno, que en el caso de la urticaria solar es la radiación UV o la luz. La US puede clasificarse según la longitud de onda de la energía radiante que causa la reacción alérgica; conocida como la clasificación de Harber, se han identificado seis tipos en este sistema. La urticaria solar tipo I es causada por radiación UVB (ultravioleta B), con longitudes de onda que van de 290 a 320 nm. El tipo II es inducido por radiación UVA (ultravioleta A) con longitudes de onda que pueden variar de 320 a 400 nm. El rango de longitud de onda de los tipos III y IV abarca de 400 a 500 nm, mientras que el tipo V puede ser causado por radiación UVB hasta luz visible (280–600 nm). El tipo VI solo se ha conocido por ocurrir a 400 nm.
Otra clasificación distingue dos tipos. El primero es una hipersensibilidad causada por una reacción a fotoalérgenos ubicados solo en personas con US; mientras que el segundo es causado por fotoalérgenos que se pueden encontrar tanto en personas con US como en personas sin ella.
Un subgrupo de urticaria solar, la urticaria solar fija, también ha sido identificado. Es una forma rara y menos intensa de la enfermedad con habones (áreas hinchadas de la piel) que afectan ciertas áreas fijas del cuerpo. La urticaria solar fija es inducida por un amplio espectro de energía radiante con longitudes de onda que van de 300 a 700 nm.

### Diagnóstico diferencial
La erupción polimorfa lumínica (EPL) es la enfermedad más fácil de confundir con la urticaria solar porque las ubicaciones de las lesiones son similares (el escote en V del cuello y los brazos). Sin embargo, los pacientes con US son más propensos a desarrollar lesiones en la cara. Además, una reacción con EPL tardará más tiempo en aparecer que con la urticaria solar. El lupus eritematoso ha sido confundido con US; sin embargo, las lesiones del lupus eritematoso tardarán más tiempo en desaparecer. Además, al realizar pruebas para las dos enfermedades, los pacientes con US tienen una reacción inmediata, mientras que los pacientes con lupus eritematoso tendrán una reacción retardada. Los pacientes que han experimentado síntomas de urticaria solar desde una edad temprana podrían ser erróneamente diagnosticados con protoporfiria eritropoyética. Sin embargo, el síntoma principal de esta enfermedad es el dolor y los pacientes con ella han mostrado niveles anormales de protoporfirina en la sangre, mientras que estos niveles son normales en pacientes con US. Finalmente, la urticaria colinérgica, o urticaria inducida por calor, puede parecer ocasionalmente urticaria solar porque el calor del sol causará una reacción en una persona con la enfermedad.

## Tratamiento

### Antihistamínicos
Las histaminas son proteínas asociadas con muchas reacciones alérgicas. Cuando la radiación UV o la luz entra en contacto con una persona con urticaria solar, se libera histamina de las células cebadas. Cuando esto ocurre, aumenta la permeabilidad de los vasos cercanos al área de liberación de histamina. Esto permite que el líquido sanguíneo entre en los vasos y cause inflamación. Los antihistamínicos suprimen la actividad de la histamina.
La difenhidramina, un antagonista H1 de primera generación o medicamento que combate el receptor H1 asociado con muchas reacciones alérgicas, ha sido encontrada como el antihistamínico más potente para esta enfermedad en particular. Los pacientes a los que se les prescribe 50 miligramos cuatro veces al día han podido soportar la exposición normal al sol sin desarrollar una reacción.
Los pacientes con formas menos potentes de urticaria solar, como la urticaria solar fija, pueden ser tratados con el medicamento fexofenadina, que también puede usarse profilácticamente para prevenir recurrencias.

### Desensibilización
Esta forma de tratamiento está destinada a reducir la intensidad o eliminar por completo las reacciones alérgicas que las personas tienen al aumentar gradualmente la exposición a la forma de radiación que provoca la reacción. En el caso de la urticaria solar, la fototerapia y la fotoquimioterapia son los dos principales tratamientos de desensibilización.
La fototerapia puede usarse para la prevención. La exposición a una cierta forma de luz o radiación UV permite al paciente desarrollar una tolerancia y reducir los brotes. Este tipo de tratamiento se realiza generalmente en la primavera. Sin embargo, los beneficios de esta terapia solo duran de dos a tres días.
La fotoquimioterapia, o PUVA, se considera superior a la fototerapia porque produce una tolerancia más duradera a la radiación que inicia el brote. Cuando comienza el tratamiento, el objetivo principal es aumentar la tolerancia del paciente a la radiación UVA lo suficiente como para que puedan estar al aire libre sin experimentar un episodio de urticaria solar. Por lo tanto, los tratamientos se regulan a tres por semana mientras se aumenta constantemente la exposición a la radiación UVA. Una vez que el paciente ha alcanzado un nivel adecuado de desensibilización, los tratamientos se reducen a una o dos veces por semana.

### Terapia con inmunoglobulina E (IgE)
Algunos pacientes e investigadores han tratado con éxito la urticaria solar con Omalizumab (nombre comercial Xolair), que se usa comúnmente para tratar la urticaria idiopática. El omalizumab es un anticuerpo monoclonal humanizado recombinante contra la IgE. Actúa uniéndose a la IgE libre en el mismo sitio donde la IgE se uniría a su receptor de alta afinidad (FcεRI) en las células cebadas, reduciendo así la IgE libre en el suero.

### Inmunosupresión
Los médicos a veces recetan fármacos inmunosupresores como prednisolona y ciclosporina si el paciente tiene una forma intensa de urticaria solar. Sin embargo, los efectos secundarios de estos medicamentos pueden ser graves, por lo que se reservan para los casos más extremos.

### Plasmaféresis
En casos más extremos, se puede considerar la plasmaféresis. Esta técnica se utiliza para eliminar el plasma sanguíneo o el líquido en los glóbulos rojos y luego devolver las células al cuerpo. "Elimina un factor circulante de la sangre que puede estar involucrado en causar la urticaria," pero aún está en prueba y no siempre es efectiva. Cuando el tratamiento es exitoso, la fotosensibilidad del paciente disminuye hasta el punto de que pueden someterse a PUVA, lo que puede resultar en el alivio de los brotes urticariales durante un período prolongado. El principal inconveniente de este tratamiento es que los efectos secundarios pueden ser graves e incluir reacciones anafilactoides.

## Epidemiología
En los Estados Unidos, solo alrededor del 4% de los pacientes con trastornos fotosensibles se reportan diagnosticados con urticaria solar. Internacionalmente, el número es ligeramente mayor, en un 5.3%. La urticaria solar puede ocurrir en todas las razas, pero estudios que monitorearon a 135 afroamericanos y 110 caucásicos con fotodermatosis encontraron que el 2.2% de los afroamericanos tenían US y el 8% de los caucásicos tenían la enfermedad, mostrando que los caucásicos tienen una mayor probabilidad de contraer la enfermedad. La edad varía desde los 5 hasta los 70 años, pero la edad promedio es 35 y se han reportado casos con niños que aún están en la infancia. La urticaria solar representa menos del uno por ciento de los muchos casos de urticaria documentados. Para ponerlo en perspectiva, desde su primer caso documentado en Japón en 1916, se han reportado más de cien casos de la enfermedad.

## Historia
La urticaria solar fue identificada por primera vez por P. Merklen en 1904. Solo un año después, en 1905, Ward fue el primero en inducir urticaria a través de la exposición al sol en un entorno controlado. El primer caso documentado ocurrió en Japón en 1916. El nombre "urticaria solar" fue propuesto en 1923. En 1928, se indujo urticaria por primera vez. Esto se llevó a cabo mediante fototesteo con cantidades crecientes de radiación de diferentes longitudes de onda. En 1942, la enfermedad fue transferida pasivamente a voluntarios normales usando suero de pacientes con urticaria solar.